# Kortekeer
Kortekeer er navnet på en vej og en stigning i Maarkedal, kendt fra cykelløbet Flandern Rundt. Det er en smal asfaltvej, der stiger op til maksimalt 17,1%.
Den 11. juni 1938 var epicentret for et af de kraftigste jordskælv i Belgiens historie, 5,5 på Richterskalaen, placeret her.

## Cykelsport
I 2007 vendte Kortekeer tilbage til ruten for Flandern Rundt efter en fraværsperiode på seks år. Kortekeer er blevet besteget 21 gange siden 1988 (1988-1990, 1995-2001, 2007, 2014-2023). I perioden op til 2007 fungerede Kortekeer normalt som erstatning for Koppenberg, da denne var udelukket fra ruten fra 1988 til 2001 og igen i 2007.
Kortekeer blev altid (indtil 2001) placeret mellem Paterberg og Taaienberg. I 2007 lå den mellem Paterberg og Steenbeekdries. I perioden 2014-2017 og 2020-2023 lå den mellem Oude Kwaremont og Eikenberg. I 2018 var den placeret mellem Oude Kwaremont og Edelareberg. I 2019 lå den mellem Oude Kwaremont og Ladeuze.
Kortekeer er også ofte med i Tre dage ved Panne, Dwars door Vlaanderen, E3 Harelbeke og Dwars door de Vlaamse Ardennen.